# Forever (藤重政孝のアルバム)
『forever』（フォーエバー）は、藤重政孝の2枚目のアルバム。 1995年4月19日にEMIミュージック・ジャパンからリリース。

## 収録曲
作詞：藤重政孝
作曲・編曲：野中則夫（特記以外）
1. for you
2. FOREVER
4枚目のシングル
3. 孤独への甘い罠
4. 今夜抱きだくて（Album Version）
3枚目のシングル
5. 幾千の恋
6. 果て無きこの旅
作曲：藤重政孝
7. Destiny
8. 駆けぬけたTeenage-Blue（Album Version）
9. この愛の果て
10. さよなら